# Jonas Eriksson (Eishockeyspieler)
Jonas Eriksson (* 15. August 1969 in Mora) ist ein ehemaliger schwedischer Eishockeytorwart, der 1997 mit den Kassel Huskies deutscher Vizemeister wurde.

## Karriere
Eriksson begann seine Karriere in seiner Geburtsstadt beim Mora IK, für den er von 1987 bis 1992 sportlich aktiv war, bis er ein Vertragsangebot von Färjestad BK aus den Elitserien annahm. Nachdem er drei Spielzeiten in der höchsten schwedischen Eishockeyliga aufgelaufen war, wechselte er jedoch wieder für ein Jahr in seine Heimatstadt, bis er anschließend zur Saison 1996/97 von den Kassel Huskies abgeworben wurde.
Mit den Huskies gewann der Goalie noch im Jahre 1997 die deutsche Vizemeisterschaft und durfte im darauf folgenden Jahr mit Kassel in der European Hockey League antreten. Nach einem erfolglosen Jahr 1998 wechselte der Schwede allerdings zum ETC Crimmitschau in die dritthöchste deutsche Spielklasse, mit denen er die nächsten Jahre in der Eishockey-Oberliga auflief.
Zwar wurde Eriksson zur Saison 2001/02 noch von den DEG Metro Stars aus der DEL verpflichtet, verbuchte allerdings nur drei Spiele und beendete seine Karriere nach einer weiteren Saison für den EV Duisburg in der 2. Eishockey-Bundesliga.